# Drechselschnecke

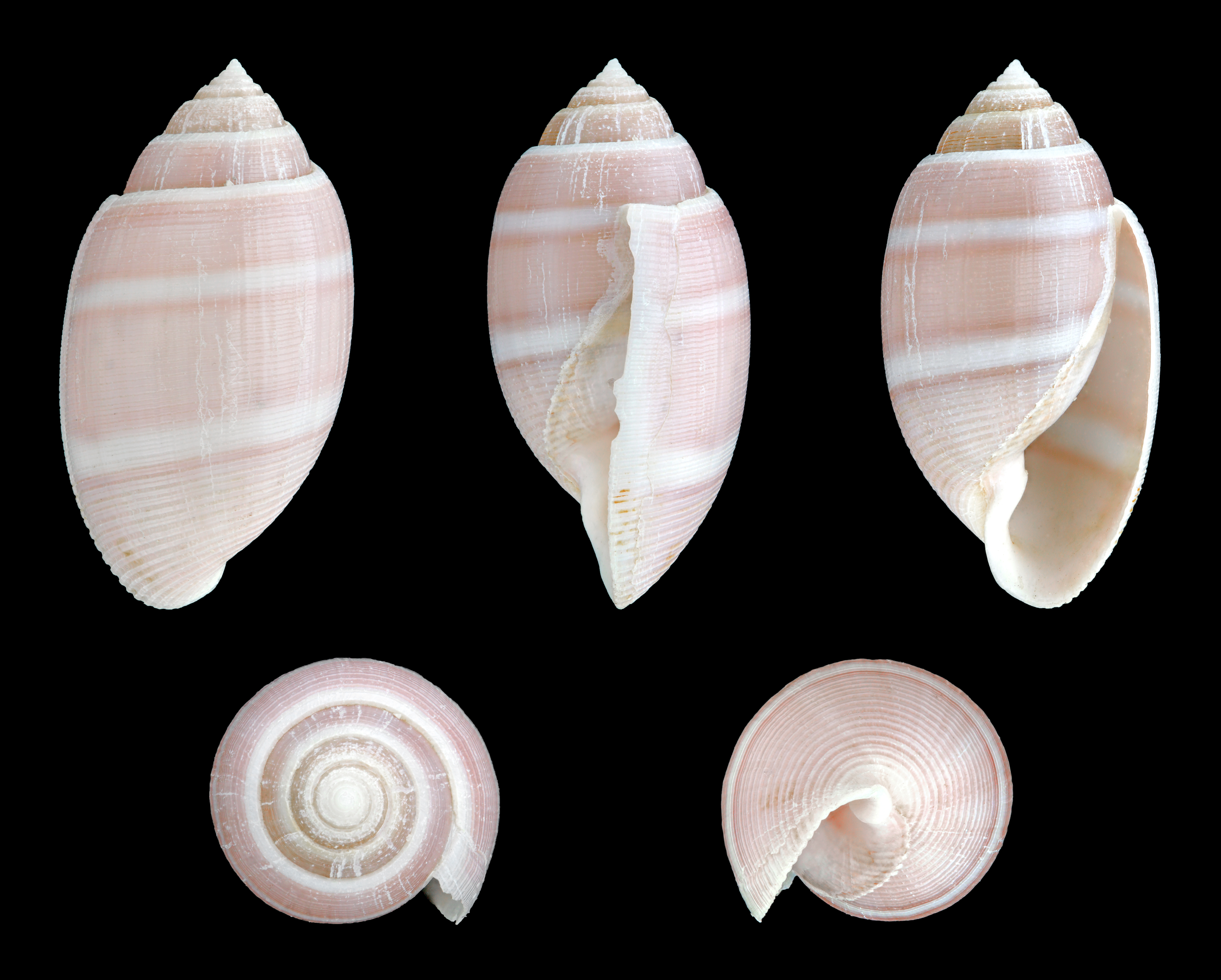
Gehäuse von Acteon tornatilis

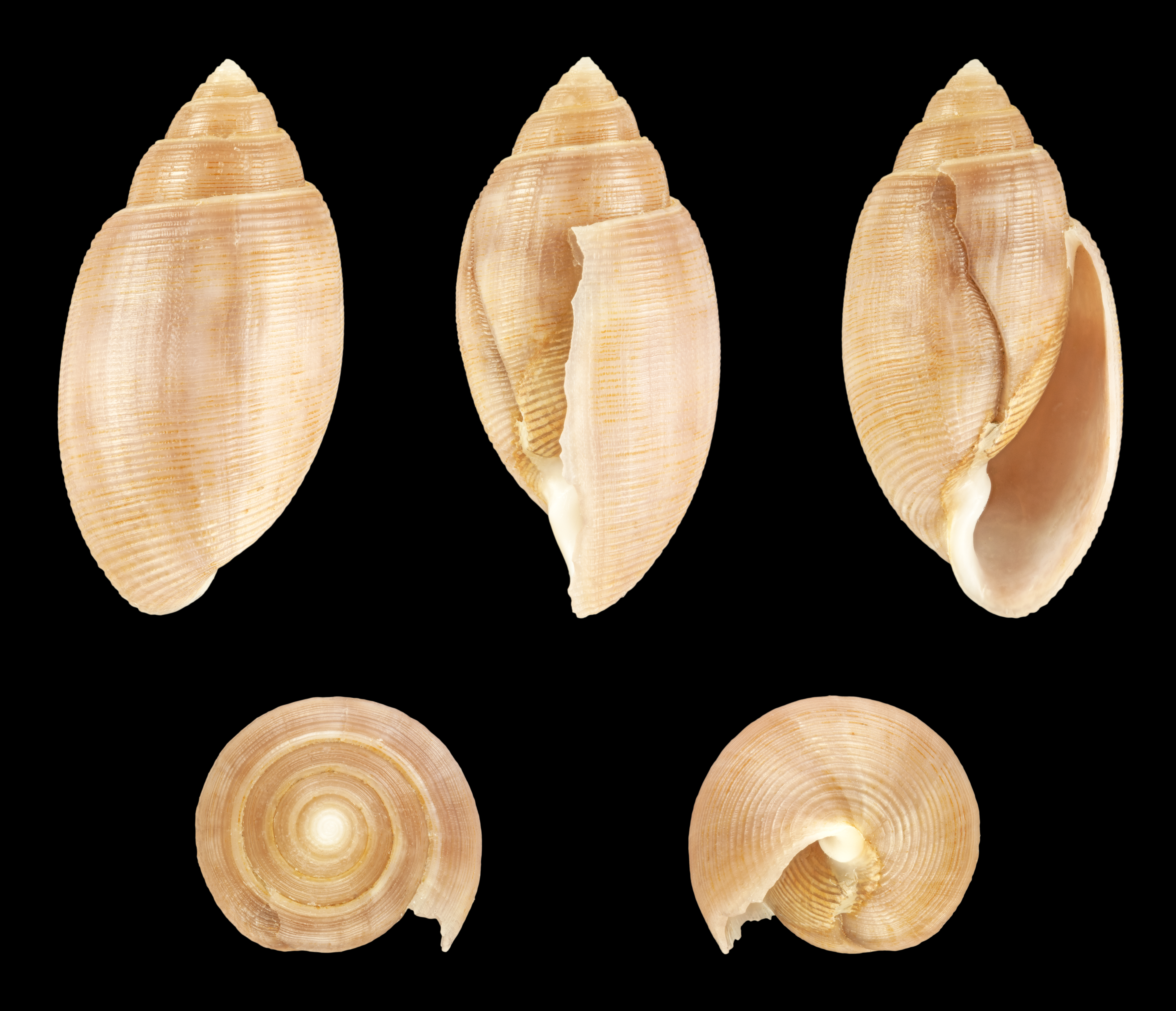
Gehäuse von Acteon tornatilis f. unicolor

Die Drechselschnecke, auch Tönnchenschnecke (Acteon tornatilis) ist eine Schnecke aus der Familie Acteonidae in der Ordnung der Kopfschildschnecken (Cephalaspidea), die im nordöstlichen Atlantischen Ozean und Mittelmeer verbreitet ist und sich von Polychaeten ernährt.

## Merkmale
Das eiförmige, solide, glänzende und undurchsichtige Schneckenhaus von Acteon tornatilis, das bei ausgewachsenen Schnecken bis zu 2,5 cm groß wird, ist mit Querrippen und manchmal auch sichtbaren Spirallinien skulpturiert. Die Gehäusemündung nimmt etwa zwei Drittel der Gehäuselänge ein. An der Innenseite der Spindel sitzt ein Zapfen. Die Oberfläche der Schale ist rosa bis braun mit weißen Banden um die Schale herum, die an jeder Seite einen etwas dunkler rosafarbenen Rand aufweisen. Auf dem Körperumgang verlaufen zwei Banden, auf den anderen Umgängen eine Bande.
Das dreieckige, durchsichtige Operculum hat eine bernsteinartige Färbung mit feinen Linien, die sich von der Kante ausbreiten.
Der große, fleischige, kremfarbene Körper der Schnecke kann vollständig in das Gehäuse zurückgezogen werden. Kopf und Fuß sind vorn geteilt, wobei der Kopf große und der Fuß kleine Lappen aufweist. Am Propodium des Fußes sitzen zudem kleine, stumpfe Fühler.

## Verbreitung
Acteon tornatilis ist in geschützten sandigen Buchten der Nordsee, vor Island, Färöer, Shetland, Norwegen und von der Atlantikküste Frankreichs im Mittelmeer bis ins Ägäische Meer verbreitet.

## Lebensraum
Die Schnecke gräbt in reinem Sand in der unteren Gezeitenzone und den seichteren Zonen darunter, wo ihre Beutetiere, verschiedene Röhrenwürmer, im Substrat leben.

## Lebenszyklus
Drechselschnecken sind Zwitter, die sich mit ihren Penissen gegenseitig begatten. Die Paarung erfolgt im Frühling und Herbst, woraufhin von beiden Partnern keulenförmige, etwa 6 cm lange Eigelege auf der Oberfläche des Sediments abgelegt werden. Sie können entweder an Wasserpflanzen oder Steinen befestigt oder im Sediment vergraben werden. Aus den Eiern schlüpfen Veliger-Larven, die sich von Plankton ernähren und später zu Jungschnecken metamorphosieren.

## Nahrung
Die Drechselschnecke ernährt sich von Polychaeten, wobei als Beutetiere die Röhrenwürmer Lanice conchilega und Owenia fusiformis bevorzugt werden, Owenia fusiformis mit ihren kurzen Wohnröhren aber leichter für die Schnecke zu erbeuten ist. Der Fressvorgang kann Stunden dauern.